# Demétrius Ferracciú
Demétrius Conrado Ferracciú, né le 17 juillet 1973 à São Paulo, dans l'État de São Paulo, au Brésil, est un ancien joueur brésilien de basket-ball. Il évolue durant sa carrière au poste de meneur.

## Palmarès
- Finaliste du championnat du monde des 22 ans et moins 1993
- 3e du championnat des Amériques 1997
- 3e des Jeux panaméricains de 1995
- Vainqueur des Jeux panaméricains de 1999, 2003